# 정재훈 (프로그래머)
정재훈(1979년 ~ )은 대한민국의 컴퓨터 프로그래머이다. 태터툴즈를 처음 개발하였다.

## 청년기
한동대학교 전산전자공학부에서 공부했다. 여가 시간에는 일본 애니메이션을 감상하고, 일본어 애니메이션 자막도 제작해 배포했다. 일본 서적 번역 의뢰도 들어오고, 일본 애니메이션 잡지사에서 취재를 나올 정도였다고 한다. 일본어 번역 자격증을 갖고 있고 일본 소설과 DVD 번역도 한다. 넷사랑 컴퓨터에서 프로그램 개발 팀장으로 병역특례를 했다.
자신의 관심사와 의견을 인터넷에 표현하는 수단으로 블로그라는 일인 미디어에 관심을 갖고 블로그를 스스로 개발하기 시작했다. 일본 애니메이션 자막으로 알려진 유명세와 함께 블로그 또한 알려졌다. 거기서 자신의 블로그를 바탕으로 블로그 제작 툴을 만들어 2004년 3월 1일 태터툴즈라는 이름으로 공개했다. 그는 태터툴즈 개발을 위해 2개월 동안 기획, 구상하고, 1개월 동안 코딩을 했다. 태터툴즈는 무료로 공개됐지만, 이때는 GNU GPL이 아니었다. 작업은 퇴근 후 잠을 자고 일어나 새벽에 했다. 태터툴즈는 태터앤컴퍼니에 위임, 관리되면서 텍스트큐브로 발전했다. 태터앤컴퍼니는 2008년 9월에 구글에 인수되었다.
병역 특례를 마친 후 2005년부터 SK커뮤니케이션즈 일본에서 일 하였고, 2008년에 NC소프트로 이동하여 게임포털인 플레이앤씨(PlayNC)를 총괄하고 있다.

## 역서
- 《만화 제국의 몰락》 : 전 소년 점프 편집장 니시무라 시게오 자서전. 2007년 출간.
- 《풍수학원 (1~4)》 : ‘마법건축사’를 지망하는 학생들이 악령을 퇴치하는 이야기.
- 《신족가족 (1~5)》 : 아버지는 신, 엄마는 여신, 소꿉친구는 천사인 차기 신 후보 주인공이 인간계에서 수행하는 이야기.